# Bela Vista (Porto Alegre)
Bela Vista é um bairro nobre na zona central da cidade de Porto Alegre, capital do Rio Grande do Sul, no Brasil. Foi oficialmente criado pela lei n° 2022 de 7 de dezembro de 1959. Em 2019 o bairro contava com: 11.787 habitantes, distribuídos por seus 102,4 hectáres, com uma densidade populacional de 11.510,74 hab./km². A taxa de analfabetismo do bairro era de 0,34%, acentuadamente a baixo do índice geral de Porto Alegre que era de 3,86%. A renda média era de 15,8 salários mínimos por domicílio. O seu Índice de Desenvolvimento Humano Municipal é de 0,958, elevado em comparação o índice de 0,805 da cidade.

## Histórico
A história do bairro Bela Vista está ligada ao bairro Petrópolis, um dos bairros
mais antigos de Porto Alegre, uma vez que o primeiro é um desmembramento de uma das diversas chácaras do último, mais especificamente da grande chácara da família Santos Neto. Em 1970, estas terras foram loteadas, tornando o bairro essencialmente residencial de baixa densidade, o que se manteve até o final da década de 1990.
A partir da lei n.° 434 de 1999, que instituiu o atual Plano Diretor da cidade, as características do bairro se alteraram completamente, passando a ser construídos edifícios altos, o que modificou bastante sua paisagem e sua arborização.

## Características atuais

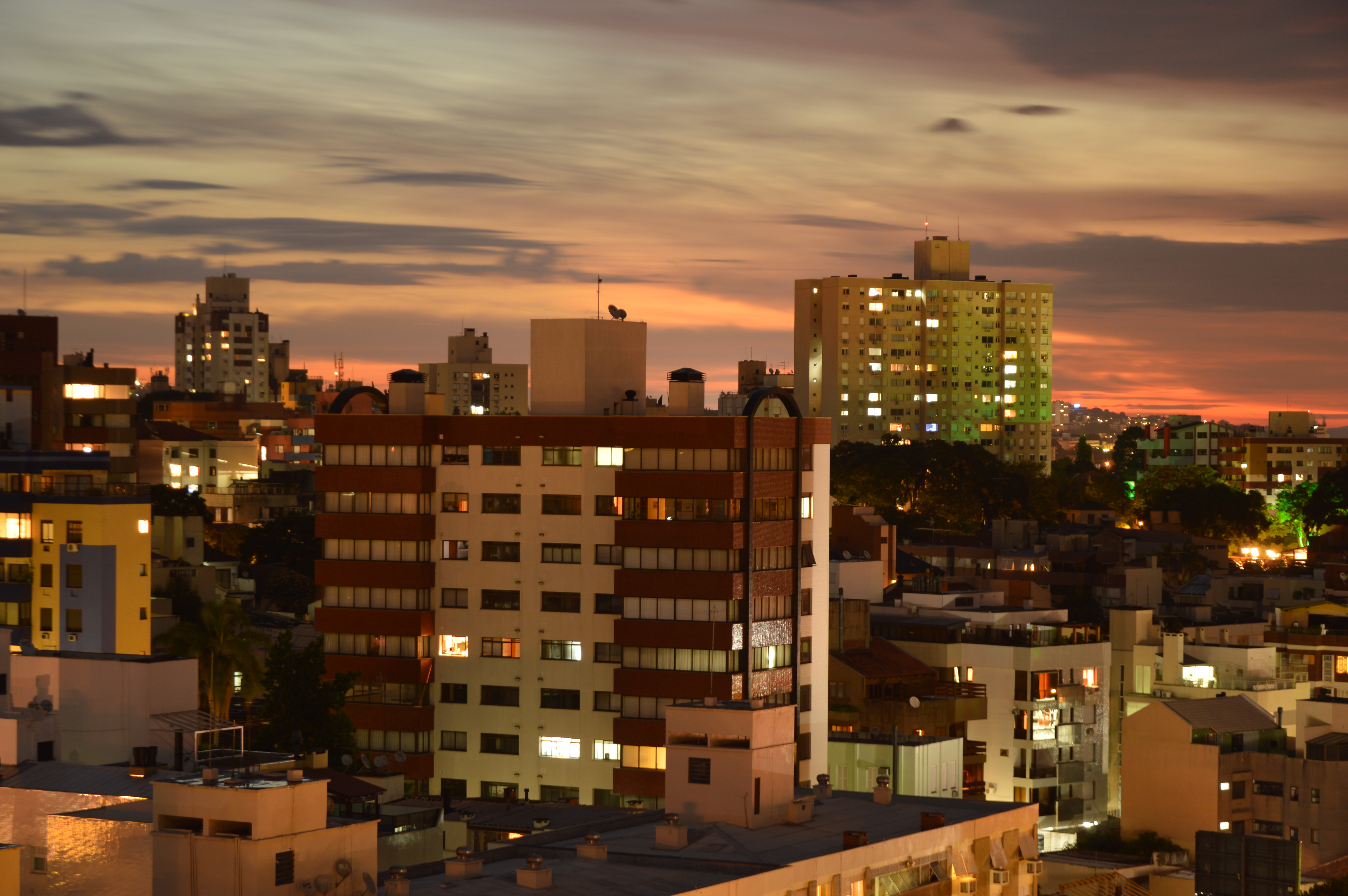
Pôr do sol na Bela Vista.

O bairro tem cerca de 11 mil habitantes, representando 0,84% da população do município. Sua taxa de analfabetismo é de apenas 0,34% . Atualmente, observa-se uma intensa alteração no estilo de edificação do bairro, onde amplas e confortáveis casas residenciais cedem espaço para a construção de grandes e luxuosos edifícios.
Bela Vista é considerado um dos bairros mais elegantes e de maior nível de renda da cidade, com imóveis sofisticados, paisagismo primoroso e duas praças muito frequentadas por seus moradores, como a conhecida Praça Carlos Simão Arnt, chamada popularmente de Praça da Encol. A outra área verde do bairro é a Gustavo Langsch.
A Bela Vista já foi apontado como o bairro com melhor nível de instrução da América Latina, porque mais de 65% dos seus chefes de família possuem curso superior.

## Limites atuais
Ponto inicial e final: encontro da Rua Vicente da Fontoura com a Avenida Neusa Goulart Brizola; desse ponto segue pela Avenida Neusa Goulart Brizola até a Avenida Nilópolis, por essa até a Avenida Doutor Nilo Peçanha, por essa até a Avenida Carlos Gomes, por essa até a Avenida Furriel Luiz Antônio Vargas, por essa até a Rua Pedro Chaves Barcelos, por essa até a Rua Pedro Ivo, por essa até a Rua Carlos Trein Filho, por essa até a Rua Farnese, por essa até a Rua Silva Jardim, por essa até a Rua Antônio Parreiras, por essa até a Avenida Mariland, por essa até a Rua Pedro Ivo, por essa até a Avenida Coronel Lucas de Oliveira, por essa até a Rua Tito Lívio Zambecari, por essa até a Rua Dona Laura, por essa até a Rua Coronel Bordini, por essa até a Rua Vicente da Fontoura, por essa até a Avenida Neusa Goulart Brizola, ponto inicial (Lei 12.112/2016).

### Pontos de referência
Áreas verdes
- Praça Bela Vista (popularmente conhecida como Praça da Caixa d'Água)
- Praça Gustavo Langsch
- Praça Carlos Simão Arnt (popularmente chamada Praça da Encol)
- Observação: a Praça Breno Vignoli está localizada no bairro Petrópolis, limítrofe ao Bela Vista.

Educação
- Escola Estadual de Ensino Fundamental Prof.ª Maria Thereza da Silveira

Religião
- Igreja Evangélica Luterana do Brasil

## Galeria de imagens
- Praça da Encol

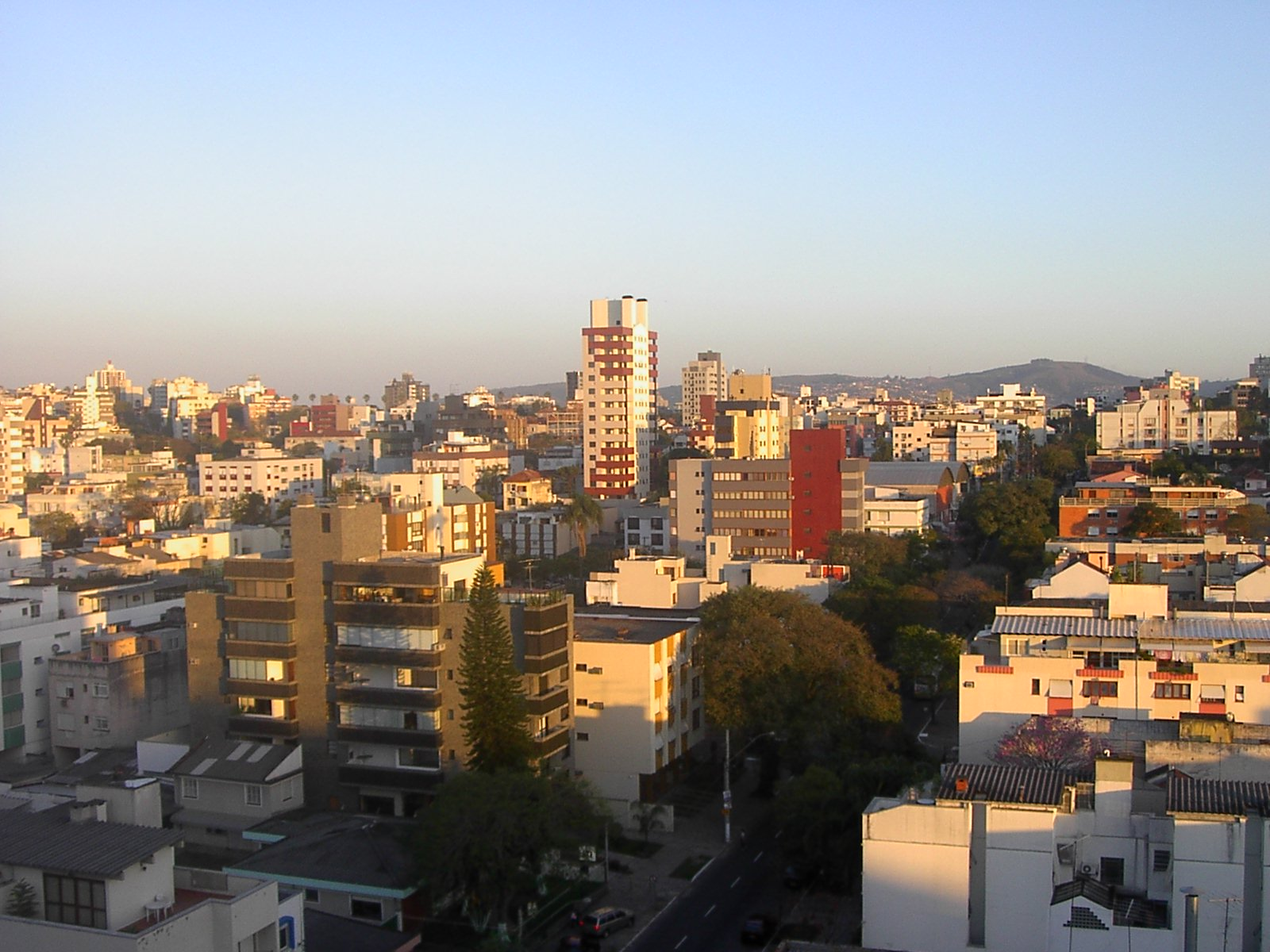
Vista parcial do bairro